# 亞維拉的德蘭
亞維拉的德蘭（拉丁語：Teresia Abulensis；1515年3月28日—1582年10月4日），又称耶稣的德兰（拉丁語：Teresia a Iesu），旧译德肋撒或圣女德肋撒，洗名德肋撒·桑切斯·德·塞佩达-阿乌马达（西班牙語：Teresa Sánchez de Cepeda y Ahumada），是16世紀的西班牙天主教神秘主義者、加尔默罗会修女、反宗教改革作家，同時為天主教會聖人，通过默禱过沉思生活的神学家。她是加尔默罗会的改革者，并被认为与十字若望一起创建了赤足加爾默羅會。在華人天主教會中為了與里修的德蘭區分，又被稱為大德蘭。
在她死后四十年，于1622年被教宗额我略十五世册封为圣人，1970年，教宗保禄六世敕封其为教会圣师。她的著作，其中包括她的自传，她的著作《靈心城堡》，是西班牙文艺复兴时期文学、以及基督教神秘主义的一个组成部分，基督徒默想的做法见于她在她的另一部重要著作《全德之路》（Camino de Perfección）。

## 早年
圣女德肋撒于1515年出生在西班牙阿维拉省的戈塔伦杜拉。她的曾祖父胡安·德·托莱多，是一个马拉诺（被迫改宗基督教的犹太人），被西班牙宗教裁判所谴责回到犹太信仰。她的父亲，阿隆索·桑切斯·西佩达，买了爵位，并成功地同化进了基督教社会。德兰的母亲，Beatriz，尤其热衷于将女儿培养为一个虔诚的基督徒。德兰着迷于圣人的生平事迹，在七岁时和弟弟罗德里戈从家中出走，准备跑到摩尔人那里去殉道。她的叔叔回城时在城墙外发现了他们，将其拦住。
德肋撒十四岁的时候，慈母去世。她非常悲伤，含着泪，对圣母说：“圣母玛利亚，请妳收留我，作我的母亲。”
后来，德肋撒染上了时代少女的流行习惯，爱好时髦，爱好穿鲜美的衣服。父亲见德肋撒的生活方式发生转变，就送她到奥斯定女修院住读。德肋撒在女修院里住了一年半，突然患病，父亲接她回家。她开始考虑应否弃家修道，一时打不定主意，读了圣热罗尼莫的书信，才决定弃俗修道。征求父亲意见，父亲坚决反对。圣女私自离家，入加尔默罗会修院：“那时候，我的内心非常痛苦。一方面，我不忍伤父亲的心，另一方面，为了实现修德成圣的志愿，不能不牺牲父女之爱。”当时德肋撒年仅二十岁。父亲见木已成舟，不再反对。

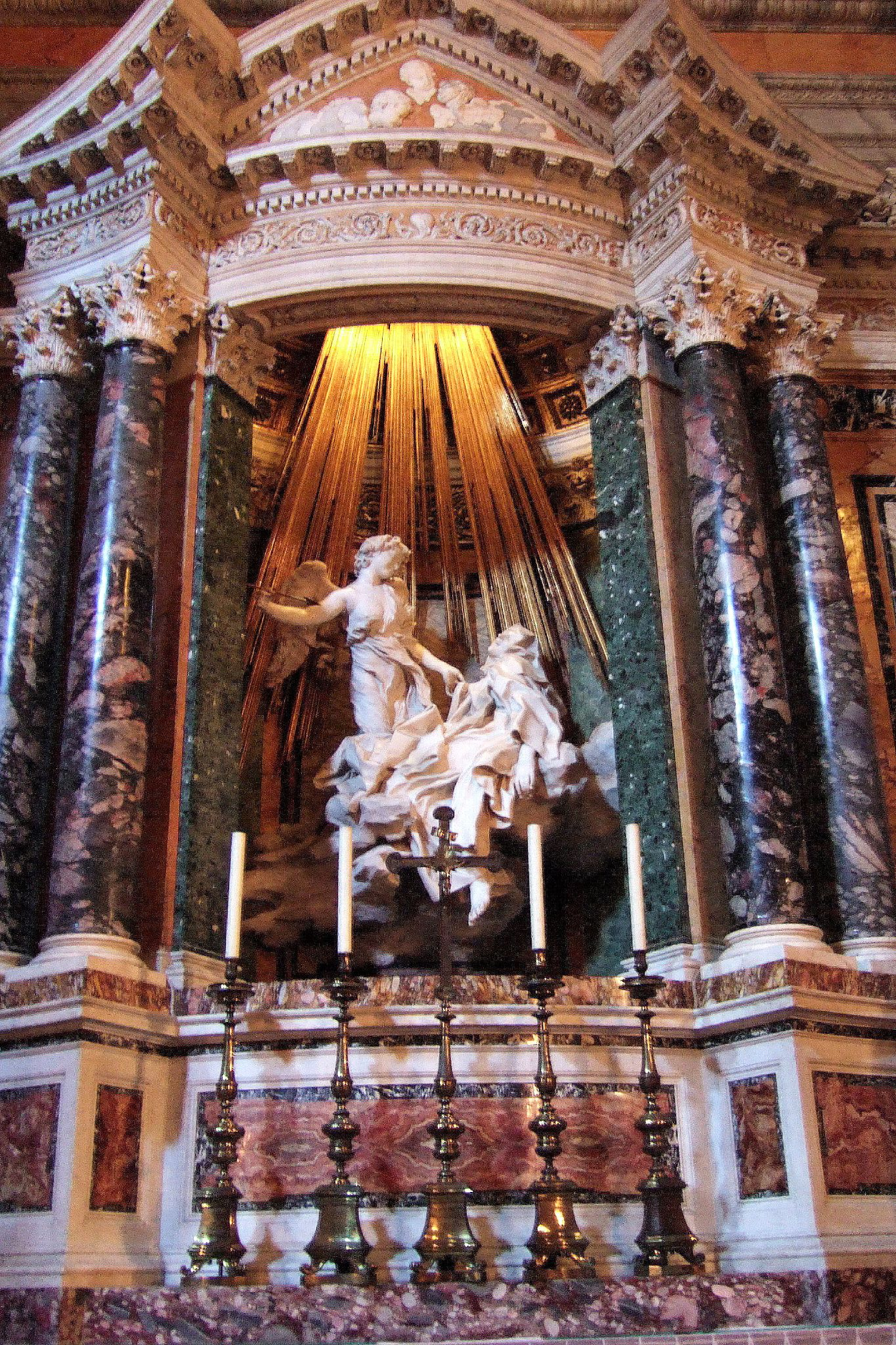
罗马胜利之后圣母圣殿内贝尔尼尼的作品《圣女大德兰的神魂超拔》

## 修行
德肋撒入修院后一年，矢发圣愿。圣女在修院里，常患虐疾，久治不愈。
德肋撒在修院事务很忙，无暇作默祷。她还想：自己是一个多病的人，更不必多作祈祷。德肋撒的听告司铎劝她勤行祈祷，她遵命。有一天，她在耶稣圣像前表示忏悔，觉得圣女玛达肋纳在援助她。从这一天起，她的灵修生活有了显著的改善。
德肋撒的圣德，一天比一天进步。她在祈祷中和天主结合，感到很大的神慰神乐，天主在内心和她倾谈。可是她知道：有时候，这种神慰可能是个人的幻觉或魔鬼的诡计。心里很惶惑不安，就向许多有灵修经验的人请教，征求他们的意见。一位耶稣会神父名叫亚法来，劝德肋撒求天主指导，让她做最能中悦天主圣意的事，每天求天主的时候，念“伏求圣神降临经”，德肋撒遵命办理。有一天，她神魂超拔，心内听见这几句话：“我不要你和凡人谈话，我要你和天神谈话。”从那一天起，圣女就有了这种“心内谈话”的感应，鼓舞她修务圣德，给予她心灵的音乐。
德肋撒神魂超拔的时候，身体常常腾空而起。“天主好像不但要把我灵魂提上去，也要把我的肉身也提上去。”她看到天主的仁慈和圣爱多么伟大，也感到世人为天主工作多么幸福。这一切直觉的态度，奇妙神秘，无法用言语描述。德肋撒渴望享受天国的永福。她说：“过去我很怕死，现在一点也不怕了，因为死亡是升天必经的过程。”

## 主要事迹
德肋撒许愿，在一切事上，愿意按照最中悦天主圣意的方式去做。她的功绩之一是留下了很多著作。她写的书籍中，《全德之路》是一本辅导修女神修的书，《自傳》是一本鼓励修女的书，《靈心城堡》是供教会参考的书。
圣女在她的自传中，描述这些神乐的经过情形，历历如绘，使人读了，都感到身历其境。我们必须知道：德肋撒并没有受过高深的教育。写这本书的时候，根本没有参考书，也没有写作经验。她不过是将亲身经历的神景，作忠实的报导。她把一切都请听告解司铎裁断，请教会当局裁断。
另一项功绩是改革了加尔默罗会修会。16世纪的加尔默罗会会规很寬鬆，德肋撒认为必须予以彻底改革。这计划得到圣伯多禄亚刚德拉、圣路易伯德郎、阿维拉主教的支持，同时获得加尔默罗会省会长额我略神父的批准。当然，这样大刀阔斧的改革，遭到一般人强烈反对，也在意料之中。
经过罗马教廷颁诏核准设立新制修院。1562年，德肋撒的侄女和其他三位初学修女，在新设立的若瑟修院，领受会衣。阿维拉的市政当局感震驚，甚至计划撤销这修院。德肋撒在一连串的打击中，一点也不慌张，把自己的修院托付给天主。新修院的会规非常严厉：修女与外界隔绝，常守静默，生活贫寒，身穿布衣服，终年守小斋。最初，德肋撒规定每座修院的人数，不得超过十三人，后来在若干经费充裕的修院，修女可以增至二十一人。德肋撒在若瑟修院住了五年，院里共有十四位修女。她以身作则，给众人树立修德的模范。每天除了祈祷默想以外，亦參與纺织，打扫院舍及其他杂务。在她的带动下，相似的修院陆续增加。
有一座女修院是由名叫洛易的亲王捐款建造，洛易去世，她的妻子想入修院，可是她提出条件，要求保持王妃的名衔，免守院规若干条。德肋撒认为这条件破坏成例，就将院舍退还给她，将全院修女迁往别处。
那时候，教宗圣庇护五世派代表考察各地修院，研究改革方策。负责调查西班牙加尔默罗修院的、是有名的道明会会士伯多禄弗郎德。弗郎德到了阿维拉，认为当地“降生女修院”需要改革，就召德肋撒来负责执行，同时，任命她为这座修院的院长。最初，修女们大多不肯服从她的改革。德肋撒对她们说：“耶稣派我到这里来，我知道自己不能胜任，我是来為你们众人服务的。”德肋撒以她的圣德博得众修女的钦佩和敬爱，使她的改革计划顺利推行。
德肋撒天性温和，待人诚恳，判断准确，办事敏捷，所以很容易博取众人的爱戴。诗人古拉喜说“德肋撒又像一只老鹰又像一只鸽子。她有老鹰那样的刚强，有鸽子那样的温和。”
德肋撒去世前曾參與改革的加尔默罗修院，达十七座之多。
1582年7月德肋撒在布各创建了最后一座修院，到埃布尔去，半路上病重，到了埃布尔，体力衰弱，已不能起身。她对真福亚纳说：“我去世的时候已经到了。”她领了终傅圣事。神父捧圣体到病室，德肋撒在床上坐起来，欢呼道“吾主，现在是我们会面的时候了。”德肋撒于1582年10月4日安逝主怀。第二天，额我略历正式采用，一切日期都延后十天。圣女去世的日子，依新历推算，应为10月15日。

## 神秘主義
德肋撒在《靈心城堡》中描述說，天堂的寶藏埋藏在我們的心中，而心靈的內部部分是靈魂的中心。

#### 自傳中描述的四個階段
在德肋撒的自傳中，她描述了四個階段， 其中她使用澆灌花園的形象來比喻神秘的祈禱：
第一個是心靈的奉獻，包括精神祈禱和冥想。 這意味著靈魂從外面撤回，懺悔，尤其是對基督受難的虔誠冥想（自傳 11.20）。
第二，和平的奉獻，是人類意志向天主投降的地方。 這是由於天主賦予的提升的意識而發生的，而其他能力，如記憶、推理和想像力，還不能免受世俗的干擾。 儘管由於重複祈禱或寫下精神事物等外部活動，可能會發生部分分心，但普遍的狀態是一種安靜（自傳 14.1）。
第三，團結的奉獻，涉及對天主的吸收。 它不僅是一種高度的，而且本質上是一種欣喜若狂的狀態。 在這個層面上，理智也臣服於天主，只剩下記憶和想像可以漫遊。 這種狀態的特點是幸福的和平，至少是高級靈魂能力的甜蜜睡眠，這是一種被天主的愛所吸引的意識。
第四，出神的虔誠心，是存在於身體中的意識消失的地方。 感覺能力停止運作。 記憶和想像也沉醉在天主之中。 身體和精神都處於極度痛苦的陣痛中，在可怕的火光、完全無意識的無助和明顯的窒息之間交替。 有時，這種狂喜的傳送確實會導致身體被提升到太空中。 這種狀態可能會持續半小時之久，隨後往往會出現幾小時昏厥般的虛弱狀態，伴隨著與神合一時所有機能的缺失。 對像從這種恍惚狀態中醒來，淚流滿面。 它可以被視為神秘體驗的頂點。 事實上，據說不止一次有人觀察到特蕾莎在彌撒期間漂浮。

靈心城堡的七層宅邸
內部城堡分為七層宅邸（也稱為住所），每一層都描述了接近天主的步驟。 在她的作品中，德肋撒通過祈禱和冥想進入了第一座豪宅。
淨化階段，包括積極的祈禱和禁慾主義：
- 第一層宅邸始於靈魂的恩典狀態，但靈魂被罪惡所包圍，只能開始謙卑地尋求天主的恩典，以達到完美。
- 第二層宅邸也被稱為祈禱實踐住所，因為靈魂尋求通過每天對天主的思想、對天主在靈魂中的工作的謙卑認識以及每天的祈禱來推進城堡。
- 第三層宅邸是模範生活的住所，其特點是神聖的恩典和對天主的愛是如此之大，以至於靈魂厭惡大罪和小罪，並渴望為人類的最終榮耀做慈善服務。[6]

啟發階段，神秘或沉思或超自然祈禱的開始：
- 第四層宅邸背離了靈魂，當天主增加他的角色時，靈魂會積極地獲得它所獲得的東西。 在這座豪宅中，靈魂開始體驗兩種超自然的祈禱，即超自然（或被動）回憶的祈禱和安靜的祈禱；[web 1]
- 第五層宅邸是聯合的祈禱，靈魂在其中自我修復以接受來自天主的禮物；

統一階段：
- 第六層宅邸是靈魂與天主的訂婚，可以比作情人。 靈魂花費越來越多的時間在天主的恩惠和外界的苦難之間掙扎。
- 第七層宅邸是與天主的屬靈婚姻，靈魂在祈禱中獲得清晰

一些學者將七座大廈比作印度教文化中的七個脈輪。 

#### 九個等級的祈禱
德肋撒祈禱分類的前四級屬於靈修生活的禁慾階段。 分別是是口頭祈禱、冥想或精神祈禱、情感祈禱以及後天或自然回憶。
根據 Augustin Poulain 和 Robert Thouless 的說法，德肋撒描述了神秘結合的四個階段，即安靜、完全或半欣喜若狂結合的祈禱，欣喜若狂的結合或狂喜，以及轉化和神化結合，或靈性上的婚姻與神同在的靈魂。  雖然 Augustin Poulain 和 Robert Thouless 沒有提到超自然（或被動）回憶的祈禱作為一個單獨的階段， Aumann 將注入的沉思視為內部城堡第四座大廈的一個單獨階段。  這些“五個等級被注入祈禱，屬於精神生活的神秘階段。”

奧曼將德肋撒的著作綜合為祈禱的九個等級：
| 三種分類   | 《全德之路》 | 《靈心城堡》   | 九級                              |
| 禁欲主义者 | 心灵的奉献   | 第一府邸       | 1.言禱                            |
| 禁欲主义者 | 心灵的奉献   | 第一府邸       | 2.心禱或默禱                      |
| 禁欲主义者 | 心灵的奉献   | 第一府邸       | 3. 情感祈禱                       |
| 禁欲主义者 | 心灵的奉献   | 第二和第三宅邸 | 4. 簡單的祈禱，及獲得的默想或回憶 |
| 光照度     | 和平的奉献   | 第四宅邸       | 5. 注入默想或回憶                 |
| 光照度     | 和平的奉献   | 第四宅邸       | 6. 安靜的祈禱                     |
| 单纯的     | 结合的奉献   | 第五宅邸       | 7. 簡單聯合祈禱                   |
| 单纯的     | 狂喜的奉献   | 第六宅邸       | 8. 一致或狂喜結合的祈禱           |
| 单纯的     | 狂喜的奉献   | 第七宅邸       | 9. 轉化結合的祈禱                 |

#### 精神或冥想祈禱
心禱是一種“在沒有任何特定公式的幫助下進行的祈禱” ，它與口頭祈禱不同，“通過給定的公式進行的祈禱”，祈禱是精神的，當思想和情感時 靈魂沒有用預先確定的公式表達。 根據阿維拉的特蕾莎修女的說法，精神祈禱是冥想祈禱，在這種祈禱中，人就像一個園丁，他付出很多努力，從深處汲取水 澆灌植物和花卉的井。  根據阿維拉的特蕾莎修女的說法，可以通過使用口頭祈禱來進行精神祈禱，以改善與天主的對話。  根據 Lehodey 的說法，精神祈禱可以分為冥想，更活躍的反思和沈思，更安靜和凝視。 

#### 自然的默想——簡單的祈禱
對於德肋撒，在默想中，也稱為簡單的祈禱[g]，有一種主導的思想或情緒在許多其他思想中不斷地和容易地（儘管很少或沒有發展）重複出現，無論是有益的還是其他的。 簡單的祈禱往往有一種傾向，甚至在其對象方面也會自我簡化，導致人們主要想到天主和祂的臨在，但卻是以一種混亂的方式。
用 Saint Alphonsus Maria de Liguori 的話來說，後天的默想“包括簡單地看一眼以前只能通過長時間的討論才能發現的真理”：推理在很大程度上被直覺和情感和決心所取代，儘管並非沒有，只是 略有不同，用幾句話表達。 
後天的沉思被比作母親照看孩子搖籃的態度：她深情地思念著孩子，沒有反思，也沒有受到打擾。 天主教會的要理問答說：
什麼是默想的祈禱？德肋撒回答說：“在我看來，默想祈禱只不過是朋友之間的親密分享； 這意味著經常花時間與我們知道愛我們的他獨處。 默觀的祈禱尋求“我靈魂所愛的”。 是耶穌，在他裡面是父。 我們尋求他，因為渴望他永遠是愛的開始，我們以純潔的信心尋求他，這使我們從他而生，並在他裡面生活。 在這個內心的祈禱中，我們仍然可以冥想，但我們的注意力集中在主身上。 

#### 注入更高的默想——神秘的結合
根據哈頓的說法，沉浸式默想是“一種超自然的禮物，通過它，一個人的思想和意志變得完全以天主為中心。在這種影響下，智力獲得對精神事物的特殊洞察力，並且情感因神聖的愛而格外活躍。注入式沉思 假定人類意志的自由合作。”"  根據普蘭的說法，它是與天主神秘結合的一種形式，這種結合的特點是天主，而且只有天主，才會顯現自己。 根據 Poulain 的說法，神秘的聯合也可能表現為基督或天使的人性或未來事件的啟示，並且包括有時在狂喜中觀察到的奇蹟般的身體現象。 
在德肋撒的神秘主義中，注入的默想被描述為“源自神的、普遍的、非概念的、對天主的愛的意識”。  據杜貝說：
這是一種無言的意識和愛，我們自己無法發起或延長。 這種沉思的開始是短暫的，經常被分心打斷。 現實是如此平淡無奇，以至於缺乏指導的人可能無法理解到底發生了什麼。 最初注入的禱告在早期階段是如此普通和不起眼，以至於許多人無法認清它的本質。 然而，對於慷慨的人，即那些全心全意地奉行整個福音並投入熱切祈禱生活的人來說，這很常見。 
根據 Thomas Dubay 的說法，沉思是推論祈禱（精神祈禱、冥想祈禱）的正常、普通的發展，它逐漸取代了它。. Dubay 認為灌輸默觀只在“那些全心全意地奉行整個福音並從事熱切祈禱生活的人”中很常見。 其他作家認為以其註入的超自然形式進行的沉思祈禱非常不常見。 約翰·施洗者斯卡拉梅利 (John Baptist Scaramelli) 在 17 世紀反對無為主義，他教導說禁慾主義和神秘主義是通往完美的兩條截然不同的道路，前者是基督徒生活的正常、普通的結局，而後者則是非同尋常且非常罕見的。  Jordan Aumann 認為這兩條道路的想法是“精神神學的創新和對傳統天主教教義的背離”。 雅克·馬里坦提出，不應說每個神秘主義者都必然在神秘狀態下享受習慣性的默想，因為聖靈的恩賜不僅限於智力活動。 

#### 安靜的祈禱
對於德肋撒來說，靜默祈禱是一種狀態，在這種狀態下，靈魂會體驗到一種非凡的平靜和安息，伴隨著喜悅或愉悅地默想天主的存在。. 根據 Poulain 的說法 ，“當神聖的行動仍然太弱而無法防止分心時，神秘的結合將被稱為精神平靜：簡而言之，當想像力仍然保留一定的自由時。”  根據 Poulain 的說法，在不完整的神秘結合中，或祈禱 安靜或超自然的回憶，天主的行動不足以防止分心，想像力仍然保持一定的自由。 

#### 完全或半欣喜若狂的結合
根據 Poulain 的說法，“神秘的結合將被稱為 [...] 完全結合，當它的力量如此之大以至於靈魂完全被神聖的對象所佔據，而另一方面，感官繼續行動（在這些條件下 ，通過或多或少的努力，一個人可以停止祈禱。”

#### 欣喜若狂的結合
根據 Poulain 的說法，“當與外部世界的聯繫被切斷或幾乎被切斷時，神秘的結合將被稱為 [...] 狂喜（在這種情況下，人們不能再隨意地從狀態中進行自願運動或能量）。”

## 其他神迹
圣女的胞姐吉玛夫人，在阿维拉建造了一座修院。有一天，一道墙倒下来，吉玛夫人的儿子在旁边玩耍，当场被压得昏死过去。人们把孩子抬到德肋撒那里，德肋撒念经祈祷，过了几分钟，那孩子完全好了，一些伤也没有。
1570年7月，德肋撒在神视中目睹真福依纳爵亚徐味杜和若干耶稣会士（德肋撒的亲戚方济各彼肋巴在内）在海上为主致命。德肋撒将她神视中所见的一切情形告知亚华肋神父。一个月后，亚徐味杜等遇难的消息抵达西班牙。亚华肋发觉和德肋撒的报告完全吻合。

### 引用
1. ↑  .   [2010-11-23]. （原始内容存档于2019-05-16）.
2. ↑  The Church Calendar （页面存档备份，存于）. The Evangelical Lutheran Church in America (ELCA) observes a calendar rich with feast days of saints both old and new, including many figures of questionable background for orthodox Lutherans（e.g. Albert Schweitzer, Pope John XXIII, John Calvin, Chief Seattle, Florence Nightinggale, Dag Hammarskjöld）.
3. ↑  Williams, p. vii
4. ↑  Herzog, Schaff & Hauck (1908)，第413頁.
5. 1 2  Clissold 1982，第63–64頁.
6. ↑  Aumann 1982，第366頁.
7. ↑  Gálik, Slavomír; Tolnaiová, Sabína Gáliková.  (PDF). Spirituality Studies. Spring 2015, 1  [2023-04-14]. （原始内容存档 (PDF)于2015-10-20）.
8. 1 2 3 4 5 6 7 8 9  Poulain (1908).
9. 1 2 3 4  Aumann (1980).
10. 1 2  Thouless (1971)，第125頁.
11. ↑  Aumann (1982).
12. 1 2  Simler (2009).
13. ↑  Wynne (1911).
14. ↑  Lehodey (1912)，第13頁.
15. ↑  Teresa of Ávila (2007)，第141頁.
16. ↑  Lehodey (1912)，第5頁.
17. ↑  William Johnston, The Inner Eye of Love: Mysticism and Religion (Harper Collins 2004 ISBN 0-8232-1777-9), p. 24
18. ↑  Catechism of the Catholic Church, 2709 的存檔，存档日期August 1, 2016，.
19. ↑  .   [2023-04-14]. （原始内容存档于2022-12-31）.
20. 1 2 3  Thomas Dubay, Fire Within (Ignatius Press 1989 ISBN 0-89870-263-1), chapter 5
21. ↑  Jordan Aumann, Christian Spirituality in the Catholic Tradition (Sheed & Ward 1985 ISBN 0-89870-068-X), p. 247 and p. 273
22. ↑  Aumann, Christian Spirituality in the Catholic Tradition, p. 276
23. ↑  Teresa of Ávila，第177頁.
24. ↑  Teresa of Ávila (1921)，第104頁.
25. ↑  Maria de' Liguori, Alfonso. . Frederick M. Jones  (编). . Paulist Press. 1999: 176. ISBN 0-8091-3771-2.

书籍
- Williams, Rowan. . Continuum International Publishing Group. 2004  [2010-11-23]. ISBN 0826473415. （原始内容存档于2014-10-23）.
- Bielecki, Tessa; tr. by Mirabai Starr. . Shambhala Publications. 2008  [2010-11-23]. ISBN 1590305736. （原始内容存档于2014-10-23）.
- This article was originally based on the text in the Schaff-Herzog Encyclopedia of Religious Knowledge.

## 延伸阅读
- "The Interior Castle - The Mansions," TAN Books, 1997. ISBN 9780895556042
- "The Way of Perfection," TAN Books, 1997.  ISBN 9780895556028
- Teresa of Avila, "The Book of Her Life"[永久] (Translated, with Notes, by Kieran Kavanaugh, OCD and Otilio Rodriguez, OCD.  Introduction by Jodi Bilinkoff).  Indianapolis/Cambridge: Hackett Publishing Company, 2008.  ISBN 978-0-87220-907-7
- "The Delighted Angel" drama about Teresa of Ávila and Rabija al-Adavija by Dževad Karahasan, Vienna-Salzburg-Klagenfurt, ARBOS 1995.
- "The Interior Castle (Edited by E. Allison Peers)," Doubleday, 1972. ISBN 978-0-385-03643-6
- "The Way of Perfection (Translated and Edited by E. Allison Peers)," Doubleday, 1991. ISBN 978-0-385-06539-9
- "The Life of Teresa of Jesus: The Autobiography of Teresa of Avila (Translated by E. Allison Peers)," Doubleday, 1991. ISBN 978-0-385-01109-9
- "Teresa of Avila: An Extraordinary Life", Shirley du Boulay, Bluebridge, 1995 ISBN 978-09742-4052-7
- "Teresa: Outstanding Christian Thinkers," Rowan Williams, Continuum, 1991. ISBN 0-8264-5081-4
- "The Eagle and the Dove" Saint Teresa of Avila and Saint Thérèse of Lisieux. by Vita Sackville-West.  First published in 1943 by Michael Joseph LTD, 26 Bloomsbury Street, London, W.C.1
- "Castles in the Sand" fiction with cited sources about Teresa of Avila by Carolyn A. Greene, Lighthouse Trails Publishing, 2009. ISBN 978-0-9791315-4-7